# FK Sodovik Sterlitamak
Maillots
Le Sodovik Sterlitamak (en russe : «Содовик» Стерлитамак) est un club russe de football basé à Sterlitamak.

## Historique
- 1961 : fondation du club sous le nom Kaoutchouk Sterlitamak
- 1992 : le club est renommé Sodovik Sterlitamak

## Bilan sportif

### Classements en championnat
La frise ci-dessous résume les classements successifs du club en championnat.

### Bilan par saison
| Saison | Championnat       | Championnat | Championnat | Championnat | Championnat | Championnat | Championnat | Championnat | Championnat | Championnat | Coupe de Russie     |
| Saison | Division          | Pos         | Pts         | J           | V           | N           | D           | BP          | BC          | Diff        | Coupe de Russie     |
| ------ | ----------------- | ----------- | ----------- | ----------- | ----------- | ----------- | ----------- | ----------- | ----------- | ----------- | ------------------- |
| 1992   | 3e Zone 5         | 14e         | 21          | 34          | 7           | 7           | 20          | 39          | 68          | -29         | —                   |
| 1993   | 3e Zone 6         | 10e         | 49          | 42          | 21          | 7           | 14          | 70          | 54          | +16         | Deuxième tour       |
| 1994   | 4e Zone 6         | 8e          | 26          | 26          | 9           | 8           | 9           | 33          | 23          | +10         | Premier tour        |
| 1995   | 4e Zone 6         | 3e          | 51          | 26          | 16          | 3           | 7           | 53          | 31          | +22         | Premier tour        |
| 1996   | 4e Zone 6         | 1er         | 55          | 24          | 18          | 1           | 5           | 49          | 16          | +33         | Premier tour        |
| 1997   | 3e Centre         | 14e         | 46          | 40          | 12          | 10          | 18          | 45          | 60          | -15         | Deuxième tour       |
| 1998   | 3e Oural          | 6e          | 55          | 34          | 16          | 7           | 11          | 45          | 37          | +8          | Premier tour        |
| 1999   | 3e Oural          | 4e          | 52          | 30          | 14          | 10          | 6           | 45          | 25          | +20         | Troisième tour      |
| 2000   | 3e Oural          | 5e          | 53          | 30          | 16          | 5           | 9           | 46          | 25          | +21         | Premier tour        |
| 2001   | 3e Oural          | 2e          | 68          | 30          | 21          | 5           | 4           | 75          | 21          | +54         | Cinquième tour      |
| 2002   | 3e Oural          | 2e          | 68          | 28          | 22          | 2           | 4           | 59          | 12          | +47         | Deuxième tour       |
| 2003   | 3e Oural-Povoljié | 3e          | 90          | 38          | 28          | 6           | 4           | 87          | 24          | +63         | Deuxième tour       |
| 2004   | 3e Oural-Povoljié | 16e         | 34          | 36          | 11          | 1           | 24          | 43          | 81          | -38         | Deuxième tour       |
| 2005   | 3e Oural-Povoljié | 1er         | 101         | 36          | 33          | 2           | 1           | 108         | 19          | +89         | Seizièmes de finale |
| 2006   | 2e                | 6e          | 69          | 42          | 18          | 15          | 9           | 59          | 35          | +24         | Quatrième tour      |
| 2007   | 2e                | 21e         | 34          | 42          | 8           | 10          | 24          | 32          | 65          | -33         | Cinquième tour      |
| 2007   | 2e                | 21e         | 34          | 42          | 8           | 10          | 24          | 32          | 65          | -33         | Cinquième tour      |

Légende
- Promotion en division supérieure
- Relégation en division inférieure

## Personnalités du club

### Entraîneurs
- Viktor Soukhanov (1992)
- Viktor Zviaguine (1993)
- Valeri Stassevitch (1993-1994)
- Sergueï Maksimov (1995-2000)
- Boris Sinitsyne (2001-2003)
- Valeri Ovtchinnikov (en) (2003)
- Aleksandr Ignatenko (en) (2004-2006)
- Guennadi Gridine (2007)

### Anciens joueurs
- Sergueï Kolotovkine (en) (2001-2002)
- Roman Orechtchouk (en) (2003)
- Andreï Samoroukov (en) (2004)
- Edouard Zatsepine (en) (2004-2006)
- Aleksandr Zernov (2004-2006)
- Sergueï Perednia (2005-2006)